# Daoed Joesoef
Daoed Joesoef (* 8. August 1926 in Medan, Sumatra Utara; † 23. Januar 2018 in Jakarta) war ein indonesischer Politiker, der zwischen 1978 und 1983 Minister für Bildung und Kultur war.

## Leben
Joesoef absolvierte ein Studium an der Wirtschaftswissenschaftlichen Fakultät der Universität Indonesia, das er 1959 abschloss. 1967 erwarb er einen Doktor für internationale Beziehungen und internationale Finanzen an der Universität von Paris. 1971 gehörte er zu den Mitgründern des Zentrums für strategische und internationale Studien CSIS (Centre for Strategic and International Studies). 1972 erwarb er an der Université Paris 1 Panthéon-Sorbonne einen weiteren Doktor für Wirtschaftswissenschaften.
Am 29. März 1978 wurde er Nachfolger von Syarief Thayeb als Minister für Bildung und Kultur (Menteri Pendidikan dan Kebudayaan) im dritten Kabinett von Staatspräsident Suharto und bekleidete dieses bis zum 19. März 1983, woraufhin Nugroho Notosusanto seine Nachfolge antrat. Zuletzt war er zwischen 2005 und 2015 Berater der CSIS-Stiftung.